# Ернст-Гюнтер Гайніке
Ернст-Гюнтер Гайніке (нім. Ernst-Günter Heinicke; 24 вересня 1908, Гера — 9 серпня 1971) — німецький офіцер-підводник, корветтен-капітан крігсмаріне.

## Біографія
В 1927 році вступив на флот. З 30 вересня 1937 по липень 1938 року — командир підводного човна U-3, з 6 серпня 1938 по серпень 1939 року — U-51, з серпня 1939 по 14 січня 1940 року — U-53, на якому здійснив 2 походи (разом 74 дні в морі). Всього за час бойових дій 2 кораблі 14 018 тонн.
| Дата            | Назва корабля | Тип               | Тоннаж | Вантаж              | Екіпаж | Загинули | Країна             |
| --------------- | ------------- | ----------------- | ------ | ------------------- | ------ | -------- | ------------------ |
| 15 вересня 1939 | Cheyenne      | Тепловий танкер   | 8,825  | 12 600 тонн бензину | 43     | 6        | Британська імперія |
| 17 вересня 1939 | Kafiristan    | Торговий пароплав | 5,193  | 8870 тонн цукру     | 35     | 6        | Британська імперія |

З січня 1940 по лютий 1941 року служив на борту рейдера «Віддер», після чого служив на штабних і навчальних посадах, в основному пов'язаних з торпедами. В березні 1945 року був направлений на вивчення конструкції нового електрочовна U-2561, після завершення будівництва якого Гайніке мав стати його командиром, проте будівництво не було завершене до кінця війни. В травні 1945 року взятий в полон. 6 жовтня 1945 року звільнений.

## Звання
- Морський кадет (11 жовтня 1927)
- Фенріх-цур-зее (1 квітня 1929)
- Лейтенант-цур-зее (1 жовтня 1931)
- Оберлейтенант-цур-зее (1 лютого 1934)
- Капітан-лейтенант (1 жовтня 1936)
- Корветтен-капітан (1 березня 1942)

## Нагороди
- Медаль «За вислугу років у Вермахті» 4-го і 3-го класу (12 років)